# 深圳市基伍智联科技有限公司
深圳市基伍智联科技有限公司，简称基伍智联，是中國的移動設備研製與軟件開發企業，成立於2003年。
國內方面，基伍與中國移動、中國聯通和中國電信的手機定制合作，考慮到有三種制式的3G手機，基伍為每種制式推出至少三款手機，在開放渠道也會推出不少於三十款的產品。
海外方面，基伍以山寨手機的操作手法，每週推出兩款新機，針對各種產品定位及價格區塊大打機海戰術，推出低價功能手機，成功銷往新興市場，其中約有四成營收銷往印度及巴基斯坦，在印度手機市場一度排名第二，在迪拜所有經銷商的累計銷售超過一百萬台，基伍在市場銷售的手機一直維持在二百款左右，國內品牌手機廠商的平均生產速度為三到六個月，在基伍滾動推出產品的速度被壓縮至幾週甚至幾天，這幾乎是業內最快的速度。
基伍在全球擁有四大運營中心，十一個分支機構、超過三百多家系列產品經銷商，銷售和售後服務網絡覆蓋南亞、東南亞、中東、非洲、南美洲區域。

## 事件
- 2007年，放棄OEM業務。
- 2008年，自創G'Five品牌。
- 2010年8月27日，連續兩個季度進入全球手機銷量排行榜的前十名。
- 2011年4月11日，諾基亞已經正式在印度市場就涉嫌知識產權領域的侵權發起訴訟。
- 2013年6月7日，由深圳基伍智慧港投資有限公司投資建設的基伍創新產業基地項目正式簽約進駐洛陽市伊川縣。

## 外部連結
- （英文）基伍全球 （页面存档备份，存于）
- （美式英语）基伍美國
- （简体中文）基伍中國